# Eid des Hippokrates

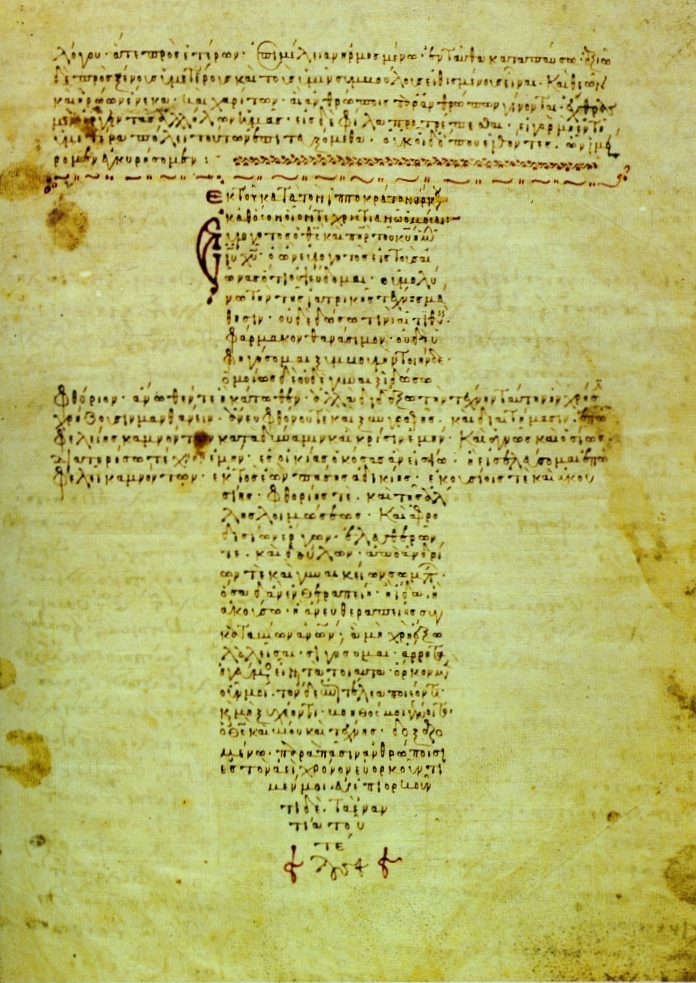
Hippokratischer Eid auf einem byzantinischen Manuskript des 12. Jahrhunderts

Der sogenannte Eid des Hippokrates (oder Hippokratischer Eid, auch Schwur des Hippokrates), benannt nach dem griechischen Arzt Hippokrates von Kos (um 460 bis 370 v. Chr.), ist ein ursprünglich in griechischer Sprache verfasstes Arztgelöbnis und gilt als erste grundlegende Formulierung einer ärztlichen Ethik. Die Urheberschaft des Eides ist jedoch ungeklärt. Erstmals im 1. Jahrhundert unter dem lateinischen Titel iusiurandum bezeugt, wurde der Pflichtenkodex als Teil des Corpus Hippocraticum, einer Sammlung medizinischer Texte, als Ὅρκος (Horkos, „Eid“) überliefert und Hippokrates zugewiesen.
Der Eid des Hippokrates wird in seiner klassischen Form nicht von Ärzten geleistet und hat keine Rechtswirkung, hat aber gleichwohl immer noch Einfluss auf die Formulierung moderner Alternativen, etwa der Genfer Deklaration des Weltärztebundes. Er enthält mehrere Elemente, die auch heute noch Bestandteil ärztlicher Ethik sind (Gebot, Kranken nicht zu schaden, Schweigepflicht, Verbot sexueller Handlungen an Patienten etc.). Manche Teile entsprechen nicht mehr den heutigen Gegebenheiten (beispielsweise das Verbot, Blasensteine zu operieren, da Chirurgen damals ein eigener Berufsstand neben den Ärzten waren); diese werden oft entsprechend heutiger Gegebenheiten uminterpretiert (zum Beispiel als Verbot, Behandlungen durchzuführen, für die der Arzt nicht das nötige Spezialwissen besitzt). Schwangerschaftsabbruch und nach häufiger Interpretation auch aktive Sterbehilfe werden durch den Eid des Hippokrates untersagt. Je nach Übersetzung lässt sich der als Verbot aktiver Sterbehilfe gelesene Teil auch als Verbot der Beteiligung an einem Giftmord lesen. Hierfür wird als Argument herangezogen, dass es aus der Entstehungszeit des Eides keinen überlieferten Fall aktiver Sterbehilfe durch Beibringung von Gift gibt, wohl jedoch eine Sorge vor Giftmorden.
In Deutschland werden weder der Eid noch das Genfer Gelöbnis nach der Approbation verpflichtend geleistet, diese werden jedoch in insbesondere medizinethischen Diskussionen als ethische Richtlinie beziehungsweise Ehrenkodex argumentativ angeführt.

## Wortlaut
| Griechisches Original | Deutsche Übersetzung |
| „Ὄμνυμι Ἀπόλλωνα ἰητρὸν, καὶ Ἀσκληπιὸν, καὶ Ὑγείαν, καὶ Πανάκειαν, καὶ θεοὺς πάντας τε καὶ πάσας, ἵστορας ποιεύμενος, ἐπιτελέα ποιήσειν κατὰ δύναμιν καὶ κρίσιν ἐμὴν ὅρκον τόνδε καὶ ξυγγραφὴν τήνδε. | „Ich schwöre, Apollon den Arzt und Asklepios und Hygieia und Panakeia und alle Götter und Göttinnen zu Zeugen anrufend, dass ich nach bestem Vermögen und Urteil diesen Eid und diese Verpflichtung erfüllen werde: |
| Ἡγήσασθαι μὲν τὸν διδάξαντά με τὴν τέχνην ταύτην ἴσα γενέτῃσιν ἐμοῖσι, καὶ βίου κοινώσασθαι, καὶ χρεῶν χρηίζοντι μετάδοσιν ποιήσασθαι, καὶ γένος τὸ ἐξ ωὐτέου ἀδελφοῖς ἴσον ἐπικρινέειν ἄῤῥεσι, καὶ διδάξειν τὴν τέχνην ταύτην, ἢν χρηίζωσι μανθάνειν, ἄνευ μισθοῦ καὶ ξυγγραφῆς, παραγγελίης τε καὶ ἀκροήσιος καὶ τῆς λοιπῆς ἁπάσης μαθήσιος μετάδοσιν ποιήσασθαι υἱοῖσί τε ἐμοῖσι, καὶ τοῖσι τοῦ ἐμὲ διδάξαντος, καὶ μαθηταῖσι συγγεγραμμένοισί τε καὶ ὡρκισμένοις νόμῳ ἰητρικῷ, ἄλλῳ δὲ οὐδενί. | den, der mich diese Kunst lehrte, meinen Eltern gleich zu achten, mit ihm den Lebensunterhalt zu teilen und ihn, wenn er Not leidet, mitzuversorgen; seine Nachkommen meinen Brüdern gleichzustellen und, wenn sie es wünschen, sie diese Kunst zu lehren ohne Entgelt und ohne Vertrag; Ratschlag und Vorlesung und alle übrige Belehrung meinen und meines Lehrers Söhnen mitzuteilen, wie auch den Schülern, die nach ärztlichem Brauch durch den Vertrag gebunden und durch den Eid verpflichtet sind, sonst aber niemandem. |
| Διαιτήμασί τε χρήσομαι ἐπ' ὠφελείῃ καμνόντων κατὰ δύναμιν καὶ κρίσιν ἐμὴν, ἐπὶ δηλήσει δὲ καὶ ἀδικίῃ εἴρξειν. | Meine Verordnungen werde ich treffen zu Nutz und Frommen der Kranken, nach bestem Vermögen und Urteil; ich werde sie bewahren vor Schaden und willkürlichem Unrecht. |
| Οὐ δώσω δὲ οὐδὲ φάρμακον οὐδενὶ αἰτηθεὶς θανάσιμον, οὐδὲ ὑφηγήσομαι ξυμβουλίην τοιήνδε. Ὁμοίως δὲ οὐδὲ γυναικὶ πεσσὸν φθόριον δώσω. Ἁγνῶς δὲ καὶ ὁσίως διατηρήσω βίον τὸν ἐμὸν καὶ τέχνην τὴν ἐμήν. | Ich werde niemandem, auch nicht auf seine Bitte hin, ein tödliches Gift verabreichen oder auch nur dazu raten. Auch werde ich nie einer Frau ein Abtreibungsmittel geben. Heilig und rein werde ich mein Leben und meine Kunst bewahren. |
| Οὐ τεμέω δὲ οὐδὲ μὴν λιθιῶντας, ἐκχωρήσω δὲ ἐργάτῃσιν ἀνδράσι πρήξιος τῆσδε. | Auch werde ich den Blasenstein nicht operieren, sondern es denen überlassen, deren Gewerbe dies ist. |
| Ἐς οἰκίας δὲ ὁκόσας ἂν ἐσίω, ἐσελεύσομαι ἐπ' ὠφελείῃ καμνόντων, ἐκτὸς ἐὼν πάσης ἀδικίης ἑκουσίης καὶ φθορίης, τῆς τε ἄλλης καὶ ἀφροδισίων ἔργων ἐπί τε γυναικείων σωμάτων καὶ ἀνδρῴων, ἐλευθέρων τε καὶ δούλων. | Welche Häuser ich betreten werde, ich will zu Nutz und Frommen der Kranken eintreten, mich enthalten jedes willkürlichen Unrechtes und jeder anderen Schädigung, auch aller Werke der Wollust an den Leibern von Frauen und Männern, Freien und Sklaven. |
| Ἃ δ' ἂν ἐν θεραπείῃ ἢ ἴδω, ἢ ἀκούσω, ἢ καὶ ἄνευ θεραπηίης κατὰ βίον ἀνθρώπων, ἃ μὴ χρή ποτε ἐκλαλέεσθαι ἔξω, σιγήσομαι, ἄῤῥητα ἡγεύμενος εἶναι τὰ τοιαῦτα. | Was ich bei der Behandlung sehe oder höre oder auch außerhalb der Behandlung im Leben der Menschen, werde ich, soweit man es nicht ausplaudern darf, verschweigen und solches als ein Geheimnis betrachten. |
| Ὅρκον μὲν οὖν μοι τόνδε ἐπιτελέα ποιέοντι, καὶ μὴ ξυγχέοντι, εἴη ἐπαύρασθαι καὶ βίου καὶ τέχνης δοξαζομένῳ παρὰ πᾶσιν ἀνθρώποις ἐς τὸν αἰεὶ χρόνον. Παραβαίνοντι δὲ καὶ ἐπιορκοῦντι, τἀναντία τουτέων.“ | Wenn ich nun diesen Eid erfülle und nicht verletze, möge mir im Leben und in der Kunst Erfolg zuteil werden und Ruhm bei allen Menschen bis in ewige Zeiten; wenn ich ihn übertrete und meineidig werde, das Gegenteil.“ |

## Ursprung und Geschichte

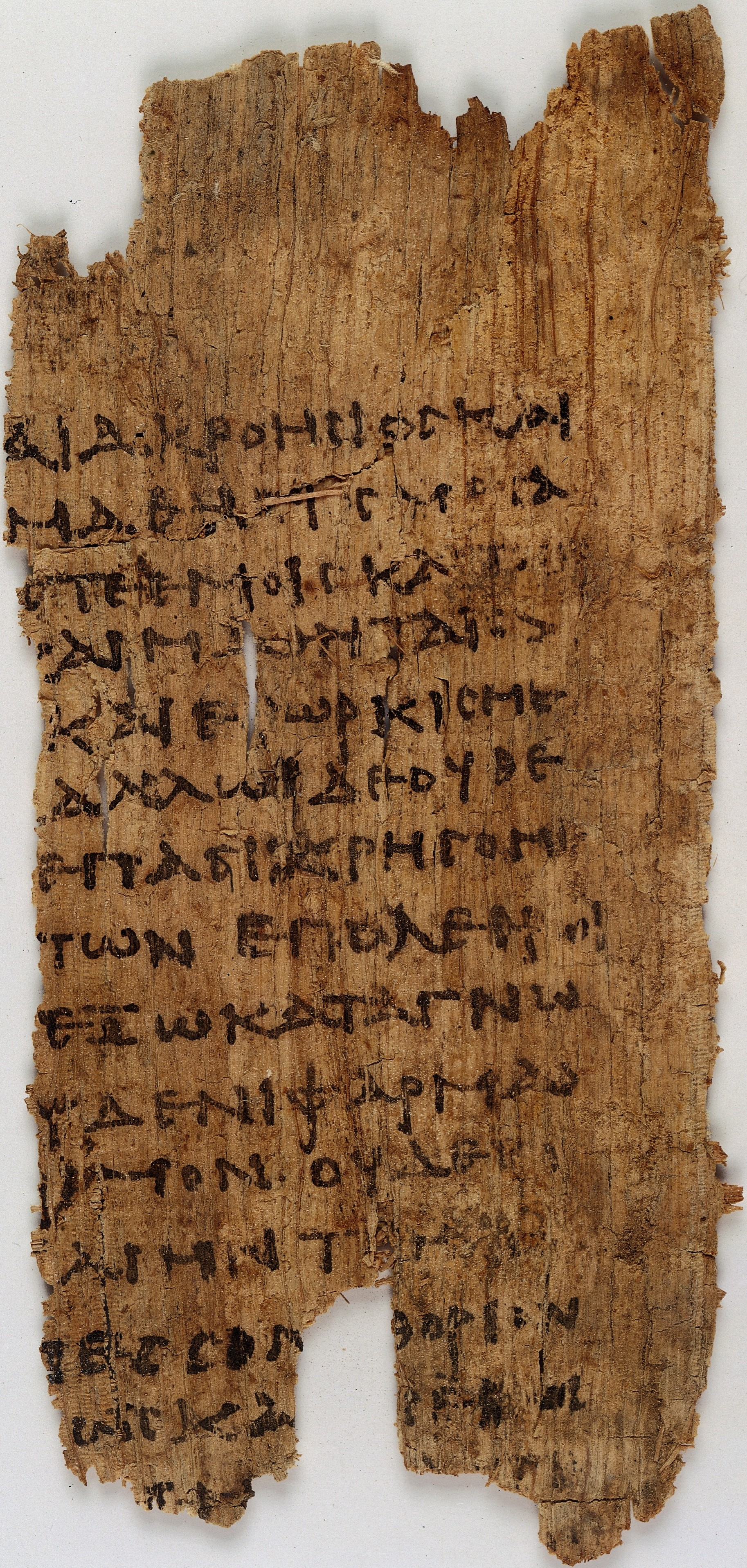
Fragment des Eides, Papyrus Oxyrhynchus XXXI 2547, 3. Jahrhundert

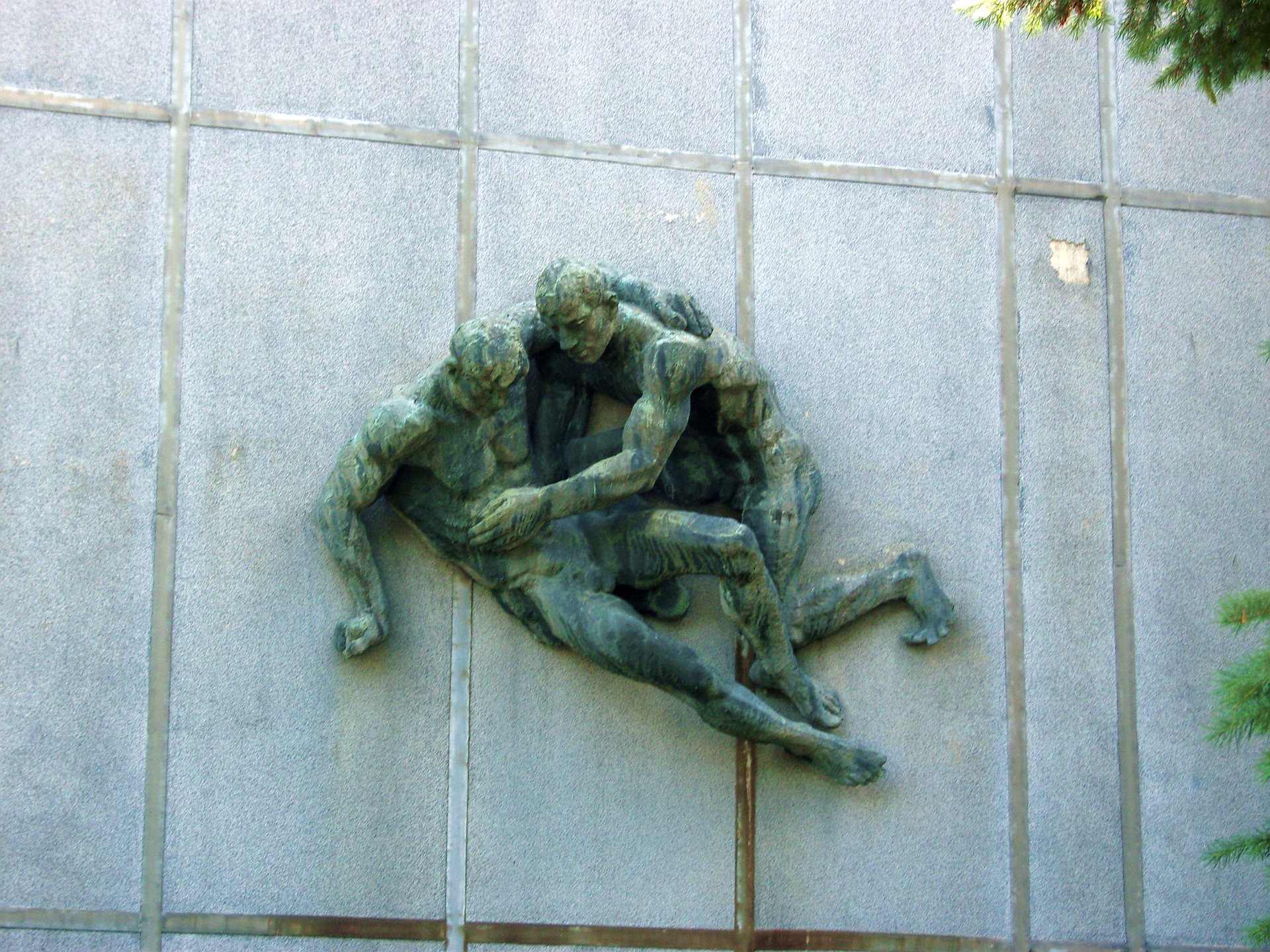
Plastik „Eid des Hippokrates“ von Wilfried Fitzenreiter am Lausitzer Seenland Klinikum in Hoyerswerda

In den übrigen Schriften des Corpus Hippocraticum findet sich keine Erwähnung des Eides, ebenso wenig in zeitgenössischen Quellen. Die älteste bekannte Erwähnung stammt von Scribonius Largus, einem römischen Arzt aus dem Umfeld von Kaiser Claudius, also aus dem 1. Jahrhundert n. Chr. Die zeitliche Lücke zwischen Hippokrates (um 460 bis 370 v. Chr.) und Scribonius Largus wird durch kein Dokument geschlossen. Der Ursprung des sicher nicht von Hippokrates verfassten Eides verliert sich somit im Dunkel der Geschichte.
Der „Eid des Hippokrates“ entstand möglicherweise schon vor Hippokrates. Einer Theorie des Altphilologen und Medizinhistorikers Ludwig Edelstein zufolge soll der Eid als Sittenkodex pythagoreischen Ursprungs sein. Diese These wird heute jedoch kaum noch vertreten, zumal es an Belegen für eine pythagoreische Schule der Medizin mangelt und Edelstein den Eid auch zum Teil sehr spekulativ interpretiert hat. Edelsteins Bedeutung liegt vielmehr darin, den Eid entzaubert zu haben, eine Leistung, die auch heute noch anerkannt wird.
Der Text ist keineswegs eindeutig und auch die deutschen Übersetzungen weichen zum Teil bedeutend voneinander ab. Er wurde zudem in seinem Wortlaut immer wieder angepasst. Dies erleichterte die Übernahme des Eides in die spät- und nachantike Welt (Christentum, Islam). Der Hippokratische Eid ist letztlich das Zeugnis einer griechischen Sekte, die am Rande der Kernschriften des „Corpus Hippocraticum“ steht. Diese Schriften wurden in der römischen Welt aufgewärmt, wo der Ärztestand sich aufwerten musste, weil er im Gegensatz zum Griechentum in der römischen Welt als niederer Beruf dastand, als einer, der nur mit den Händen arbeitet. Und von diesem Augenblick an wurde der Hippokratische Eid praktisch ein Gegenstand der ethischen Begründung ärztlichen Tuns. Der Text wurde schon früh ins Arabische übersetzt und Inhalte daraus fanden unter anderem Eingang in Lehrbücher arabischer Augenärzte. Seit der Renaissance bis ins 20. Jahrhundert hinein galt der Eid als Schlüsseldokument antiker ärztlicher Ethik. Seit der Frühen Neuzeit verwendeten auch Promotionseide und Fakultätenstatuten medizinischer Hochschulen Versatzstücke aus dem Eid des Hippokrates, ebenso die Eide anderer medizinischer Berufe (Hebammen, Apotheker usw.).
1804 wurde der Eid des Hippokrates erstmals als Eid für Absolventen der Medizin komplett wörtlich rezitiert – an der Medizinschule von Montpellier. Seit dem 20. Jahrhundert gehört das Verlesen des Eides zu den Promotionszeremonien vieler Hochschulen, vor allem in den USA. In Deutschland findet dies jedoch kaum statt.
Inzwischen wird versucht, den Eid durch Alternativen zu ersetzen, die zeitgemäßer sind.
Allerdings finden sich die Grundsätze des Eides auch im deutschen Strafgesetzbuch wieder, in dem unter anderem der Bruch der (ärztlichen) Schweigepflicht mit Freiheitsstrafe bestraft wird.
In der DDR wurde der Eid unter Bezug auf das Gesellschaftssystem mit folgenden Worten eingeleitet:
„In hoher Verpflichtung gegenüber der sozialistischen Gesellschaft und ihren Bürgern, eng verbunden mit der Deutschen Demokratischen Republik, meinem Vaterland, gelobe ich …“

## Ökonomische Bedeutung des Eides
Der Eid hatte eine ökonomische Bedeutung im Sinne einer frühen Sozialversicherung. Durch die enthaltene Regelung zum Unterhalt und zur Ausbildung der Nachkommen des Lehrers wurde dieser für Zeiten seiner Berufsunfähigkeit ökonomisch abgesichert. Dies wirkte wie ein Generationenvertrag oder die Austragsregelung in der Landwirtschaft. Zugleich war es eine Krankheitsversicherung, wenn die gegenseitige Behandlung von Kollegen kostenfrei zugesichert wurde.

## Vertonungen
Der slowenische Thoraxchirurg Janko Držečnik komponierte 1972 eine Chorfassung des Eides: Votum Hippocratis (Harmonisierung durch Maksimiljan Feguš).
Von Mauricio Kagel stammt ein Tonsatz für Klavier zu drei Händen, allerdings ohne Gesangstext: Der Eid des Hippokrates (1984).